# Alexandra Huțu
Alexandra Huțu (n. 9 septembrie 1988) este o politiciană română, deputat în Legislatura 2020-2024 a Camerei Deputaților.
Ea l-a înlocuit la 1 februarie 2021 pe Constantin-Neculai Pătrăuceanu, care și-a dat demisia din funcția de deputat.